# Абарюс, Гинтаутас
Ги́нтас Аба́рюс (Гинтаутас Абарюс; лит. Gintautas Abarius; 28 марта 1959, Вильнюс — 11 августа 2010, Роли, США) — литовский джазовый пианист и композитор, который впервые исполнил христианские песни в жанре «блатной» музыки.

## Биография
Родился в 1959 году в семье известного литовского дирижёра и композитора Лионгинаса Абарюса. На пианино начал играть в возрасте пяти лет.
Окончил Школу искусств имени Чюрлёниса и Литовскую академию музыки (класс фортепиано Юргиса Карнавичюса старшего; 1983) в Вильнюсе. В 1977—1979, 1981—1987 и 1994—1999 годах был концертмейстером вильнюсской музыкальной школы имени Б. Дварёнаса.
В 1980 году основал Abarius Jazz Trio, которое выступало на джазовых фестивалях по всему СССР.
В 1987 году выиграл Гран-при конкурса артистов эстрады в Останкино и получил приглашение от менеджера Аллы Пугачёвой к Abarius Jazz Trio быть её аккомпанирующим составом.
В 1988 году признан лучшим джазовым пианистом Литвы.
В 1990 году Гинтас стал одним первых рождённых свыше музыкантов в Литве и считается одним из родоначальников современной христианской музыки в Советском Союзе в целом и в Литве в частности.
В 1991 году создал «Джазовую мессу» для хора, оркестра и солистов.
С 1993 года являлся пианистом джазового трио (саксофонист Александр Федотов, барабанщик Аркадий Готесман, позже Арвидас Жофе). Группа давала концерты в Европе, Северной Америке, Африке, а также участвовала в джазовых фестивалях. Он руководил хором и инструментальным ансамблем Международной церкви Raleigh City Higher Call. 
В 1995 году выпустил альбом «За всё заплачено», в котором христианские тексты были положены на мелодии в жанре «блатной» музыки. Этот альбом стал шоком для христиан бывшего Советского Союза и моментально разошёлся по России.
В 1999 году с семьёй уехал в США. Играл в храмах, организовал джазовое трио Baltic Avenue и концертировал с ним, проводил мастер-классы.
Скончался в 2010 году от рака горла, с которым боролся последние пять лет жизни.

## Дискография
| Год  | Исполнитель                       | Название                                                                                               | Лейбл           |
| ---- | --------------------------------- | --- | --------------- |
| 1987 | сборник                           | «БИРШТОНАС-86» — Фестиваль джазовой музыки (Литовская ССР). 1-я пластинка (один из участников)         | Мелодия         |
| 1987 | сборник                           | «ЮНОСТЬ БАЛТИКИ-86». XV фестиваль эстрадной музыки (Литовская ССР). 2-я пластинка (один из участников) | Мелодия         |
| 1988 | Джаз-ансамбль п/у Г.Абарюса       | Monografijos                                                                                           | Мелодия         |
| 1988 | Джаз-квартет Гинтаутаса Абарюса   | Reminiscence Blues                                                                                     | Мелодия         |
| 1989 | сборник                           | Birštonas 88. Džiazo Muzikos Festivalis (II) (один из участников)                                      | Мелодия         |
| 1990 | Marina Granovskaja / Abarius Trio | Midnight Song                                                                                          | Sintez Records  |
| 1993 | Abarius Jazz Trio                 | The Tree of Life                                                                                       | Messian Records |
| 1994 | Гинтас Абарюс                     | Новое поколение                                                                                        |                 |
| 1995 | Гинтас Абарюс                     | За всё заплачено                                                                                       |                 |
| 1995 | Abarius Jazz Trio                 | Concert for the King                                                                                   | A&E Records     |
| 1996 | Гинтас Абарюс                     | Вернись к Иисусу                                                                                       |                 |
| 1997 | Гинтас Абарюс                     | Покайся, братва                                                                                        |                 |
| 1997 | Gintas Abarius                    | Songs of the Smallest                                                                                  |                 |
| 2004 | Baltic Avenue                     | Tribute                                                                                                |                 |
| 2005 | Gintas Abarius                    | American Songs                                                                                         |                 |
| 2006 | Gintas Abarius                    | Sound of Peace                                                                                         |                 |
| 2008 | Gintautas Abarius                 | Gates of Joy                                                                                           |                 |
| 2009 | Gintautas Abarius                 | Quietness and Trust (в Литве вышел под названием «Psalms of the Later Rain»)                           |                 |